# ZDF-Matinee
Die ZDF-Matinee war eine Redaktion und Kultursendereihe im ZDF, die von 1975 bis 1984 am Sonntagvormittag von 10:30 Uhr bis 12:00 Uhr ausgestrahlt wurde. In 494 Sendungen wurde über Themen aus Theater, Film, Wissenschaft, Literatur, Dichtung, Musik, Politik, Geschichte, Kleinkunst, Museum, Experimentale und Bildender Kunst berichtet.

## Geschichte
Hajo Schedlich (* 4. Juni 1925 in Berlin; † 23. März 2015 in Mainz), ZDF-Mitarbeiter der ersten Stunde und vormals langjähriger Redaktionsleiter der Sendereihe Das kleine Fernsehspiel, schuf im April 1975 auf dem Sendeplatz, auf dem bis dahin Kinder- und Tierfilme wiederholt worden waren, ein völlig neues TV-Format: das klassische Vormittagsprogramm „Matinee“, das durch das Stück „Tedesca“ aus Giorgio Mainerios 1578 erschienenen Musikdruck „Il Primo Libro de Balli“ eingeleitet wurde.
Die Kern-Matinee-Redaktion um Schedlich bestand aus Hans Kasper, Oliver Kraus, Michael Schneider und Harald Herzog, sowie freien Mitarbeitern und Praktikanten. Aufgabe war es, aus dem „kulturellen Füllhorn“ bereits produzierter und archivierter Beiträge eine anspruchsvolle Zusammenstellung zu präsentieren. Anfang der 1980er Jahre wurden dann mehr und mehr Eigen- und Auftragsproduktionen erstellt und nicht nur aus dem Archiv geschöpft. Das alles konnte ohne Rücksicht auf Einschaltquoten geschehen, O-Ton Schedlich: „Wir waren das Kultur-Alibi des Senders“.
1984 änderten sich die Rahmenbedingungen schlagartig durch die neue Konkurrenz der Privat-Sender Sat.1 und RTL plus. Die Matinee-Redaktion produzierte jetzt selbst, beispielsweise im Mainzer unterhaus die Sendereihe „Verleihung des Deutschen Kleinkunstpreises“ (heute bei 3sat) und ab 7. Oktober 1984 zusammen mit dem Kulturdezernat der Stadt Mainz „Die Stadtschreiber“, die nur aus neuen Beiträgen bestand. Ab September 1986 wurde die Sendung „Die Stadtschreiber-Matinee“ (14-täglich gesendet) genannt, die bis 1993 lief. Weiterhin wurde von 1985 bis 1991 das „Städteturnier“ produziert, ein Wettbewerb deutscher Städte auf der Suche nach dem besten kommunalen Kulturprogramm.
Ab Juni 1986 wurde in den Sommermonaten der sonntägliche Kultursendeplatz für den ZDF-Fernsehgarten aufgegeben.
Die letzte Projektplanung der Matinee-Redaktion war eine „alternativ poetische Gartenschau“ über den konkreten Lyriker Ian Hamilton Finlay nach einem Drehbuchentwurf von Luise Schlemmer, die aber nicht mehr realisiert werden konnte.